# Audiophile
Audiophile là thuật ngữ chỉ một nhóm người đam mê, yêu thích quá trình tái tạo âm thanh "trung thực nhất có thể".
Khả năng của một audiophile có thể áp dụng vào một trong các quá trình tái tạo âm nhạc bao gồm: quá trình thu âm - quá trình sản xuất sản phẩm âm thanh, và quá trình phát lại, thường được thực hiện tại gia.
Mục tiêu chính của những "audiophile" này là nắm bắt được sự "chân thực" của âm thanh ở những buổi biểu diễn trực tiếp tại những phòng nghe có "âm tính" tốt nhất -  và tái hiện điều đó bằng các thiết bị nghe nhìn ở nhà. Hầu hết mọi người đều đồng ý rằng: rất khó để thực hiện được điều này, ngay cả sự tái hiện đó được thực hiện với bản thu âm với chất lượng tốt nhất và thiết bị phát lại âm thanh (nếu chúng thực sự có tồn tại) hoàn hảo nhất.
Cụm từ dàn âm thanh high-end thường được dùng để nhắc tới hệ thống âm thanh được sử dụng bởi những audiophiles, thường được mua tại những của hàng và website đặc biệt. Các thành phần trong hệ thống "high-end" này bao gồm thiết bị đầu vào (một máy chơi CD, bàn xoay đĩa than, hoặc nguồn phát kỹ thuật số như PC), bộ chuyển đổi tín hiệu số sang tín hiệu tương tự, thiết bị chỉnh tần (hay còn gọi là equalizer), mạch tiền khuếch đại and và mạch khuếch đại (bao gồm cả thiết bị sử dụng linh kiện bán dẫn lẫn thiết bị sử dụng đèn chân không), loa kèn lẫn loa điện động (electrostatic speaker), bộ lọc nguồn,loa siêu trầm, tai nghe (over-ear, in-ear hoặc on-ear), và một phòng nghe được xử lý sao cho tốt nhất có thể.

## Thành phần của hệ thống phát lại âm thanh
Một hệ thống âm thanh thường bao gồm một (hoặc một vài) thiết bị tạo thành một nguồn phát âm thanh, một hoặc vài thiết bị khuếch đại, và 1 hoặc 2 loa (với hệ thống âm thanh stereo sử dụng hoa) hoặc 1 chiếc tai nghe (với một hệ thống sử dụng tai nghe).
Cáp tín hiệu (bao gồm cả cáp dẫn tín hiệu tương tự hoặc tín hiệu số, dây cáp tai nghe, dây loa, dây nguồn.....) thường được dùng. Bên cạnh đó, một số lượng đa dạng các thiết bị phụ trợ cũng được sử dụng, có thể kể đến như giá đỡ hệ thống, bộ lọc nguồn, bộ chùi đầu đọc, thiết bị khử tĩnh điện; bộ làm sạch kim đọc (với bàn xoay đĩa than); eartips và móc vòng qua tai (với tai nghe in-ear); miếng đệm tai và giá treo tai nghe (với tai nghe cỡ lớn); thiết bị giảm rung - giảm vọng âm, các tấm tiêu âm và tán âm (với hệ thống dùng loa).
Sự tương tác giữa loa và căn phòng (phòng nghe) là một phần rất quan trọng trong chất lượng âm thanh. Sóng âm có thể bị phản xạ bởi tường, sàn và trần nhà; và bị ảnh hưởng bởi các đồ đạc trong phòng. Khoảng cách trong phòng có thể ảnh hưởng tới việc tạo ra sóng dừng, đặc biệt (và thường là) với âm trầm. Đồ đạc, thiết bị và vật liệu xử lý âm trong phòng cũng ảnh hưởng tới chất lượng âm thanh. Các vật liệu mềm và có bề mặt thô ráp, như thảm hay rèm cửa, có thể hấp thụ các âm tần số cao; trong khi tường cứng và sàn thường gây ra sự phản xạ âm thanh quá mức.